# Свети Димитър (Метох)
Вижте пояснителната страница за други значения на Свети Димитър.
„Свети Димитър“ (на гръцки: Ἱερός Ναός τοῦ Ἁγίου Δημητρίου Μετοχίου) е православна църква в сярското село Метох, Егейска Македония, Гърция, енорийски храм на Сярската и Нигритска епархия на Вселенската патриаршия.
Църквата е построена в 1962 година на основите на стара църква и е осветена на следната 1963 година.